# Rajd Wełtawy 1971
Rajd Wełtawy 1971 (12. Rally Vltava) – 12. edycja rajdu samochodowego Rajd Wełtawy rozgrywanego w Czechosłowacji. Rozgrywany był od 2 do 4 lipca 1971 roku. Była to dziesiąta runda Rajdowych Mistrzostw Europy w roku 1971.

## Klasyfikacja rajdu
| Miejsce                      | Kierowca                     | Pilot                        | Samochód                     | Czas                         | Strata                       |                              |
| Klasyfikacja generalna i ERC | Klasyfikacja generalna i ERC | Klasyfikacja generalna i ERC | Klasyfikacja generalna i ERC | Klasyfikacja generalna i ERC | Klasyfikacja generalna i ERC | Klasyfikacja generalna i ERC |
| ---------------------------- | ---------------------------- | ---------------------------- | ---------------------------- | ---------------------------- | ---------------------------- | ---------------------------- |
| 1.                           | Milan Žid                    | Jaroslav Vylít               | Škoda 100 L                  | 5:04:10                      | 0.0                          |                              |
| 2.                           | Oldřich Horsák               | Jiří Motal                   | Škoda 110 L Rallye           | 5:09:51                      | +5:41                        |                              |
| 3.                           | Zdeněk Kec                   | Bedřich Steuer               | Škoda 110 L Rallye           | 5:48:25                      | +44:15                       |                              |
| 4.                           | Per Sandager-Holm            | Kjeld Sørensen               | Ford Escort Twin Cam         | 5:59:45                      | +55:35                       |                              |
| 5.                           | Jaroslav Jelínek             | Svatopluk Kvaizar            | Škoda 110 L Rallye           | 6:00:11                      | +56:01                       |                              |
| 6.                           | Peter Hommel                 | Günter Bork                  | Wartburg 353                 | 6:01:52                      | +57:42                       |                              |
| 7.                           | Karel Vitásek                | Jan Roudnický                | Škoda 100 L                  | 6:03:13                      | +59:03                       |                              |
| 8.                           | Hans Britth                  | Hans Reppling                | Opel Kadett Rallye           | 6:03:56                      | +59:46                       |                              |
| 9.                           | Karel Kapras                 | Ladislav Hršel               | Škoda 100 L                  | 6:08:44                      | +1:04:34                     |                              |
| 10.                          | Antonín Dolejš               | Jiří Studnička               | Škoda 100 L                  | 6:12:34                      | +1:08:24                     |                              |